# Gilbert Lemal
Gilbert Prudent Jules Lemal (Hornu, 3 augustus 1902 - 1974) was een Belgisch senator en burgemeester.

## Levensloop
Beroepshalve was hij provinciaal ambtenaar. 
In Hornu werd hij gemeenteraadslid (1939), schepen (1944) en burgemeester (1947).
Tijdens de Tweede Wereldoorlog was hij redacteur van het socialistisch sluikblad La Liberté, waarin hij onder meer de jeugd aanmaande om niet te vlug in het (communistisch) gewapend verzet te stappen en met voorzichtigheid te handelen.
Hij werd socialistisch senator van 1954 tot 1965:
- provinciaal senator voor de provincie Henegouwen (1954-1958),
- senator voor het arrondissement Bergen-Zinnik (1958-1961),
- provinciaal senator voor Henegouwen (1962-1965).

Er is een Avenue Gilbert Lemal in Hornu.